# Mossatjärnen (Norsjö socken, Västerbotten)
Mossatjärnen är en sjö i Norsjö kommun i Västerbotten och ingår i Skellefteälvens huvudavrinningsområde.